# Künefe

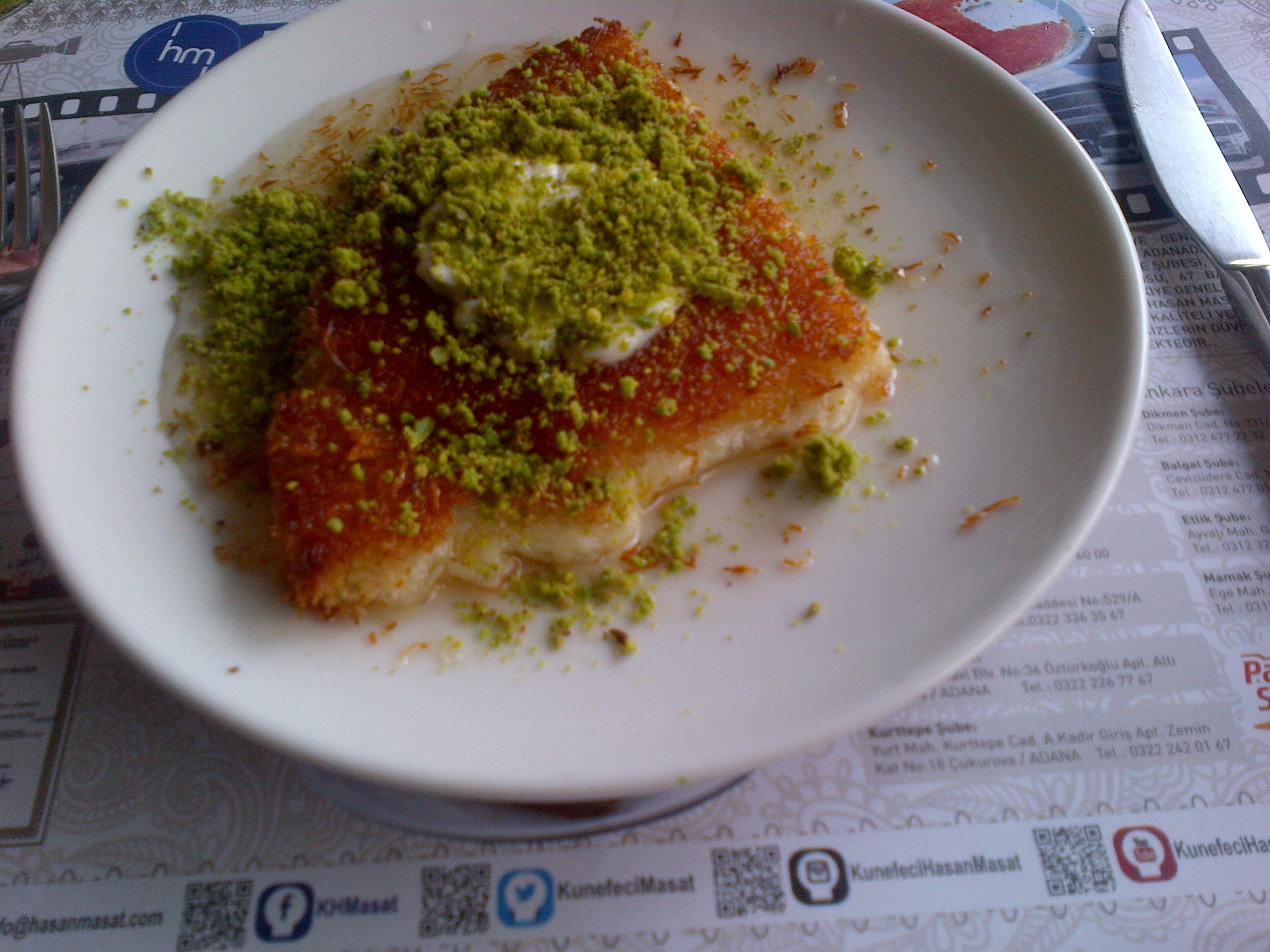
Antakya Künefesi amb kaymak i festucs

Künefe (en turc) són unes postres de kadaif farcides amb formatge, a la cuina turca. El künefe de la província de Hatay, al sud de Turquia, és especialment famós. Els productors i restauradors d'aquesta província han obtingut una indicació geogràfica per a llur producte, l'Antakya Künefesi, sent Antioquia la capital de la província de Hatay.

## Elaboració i consum

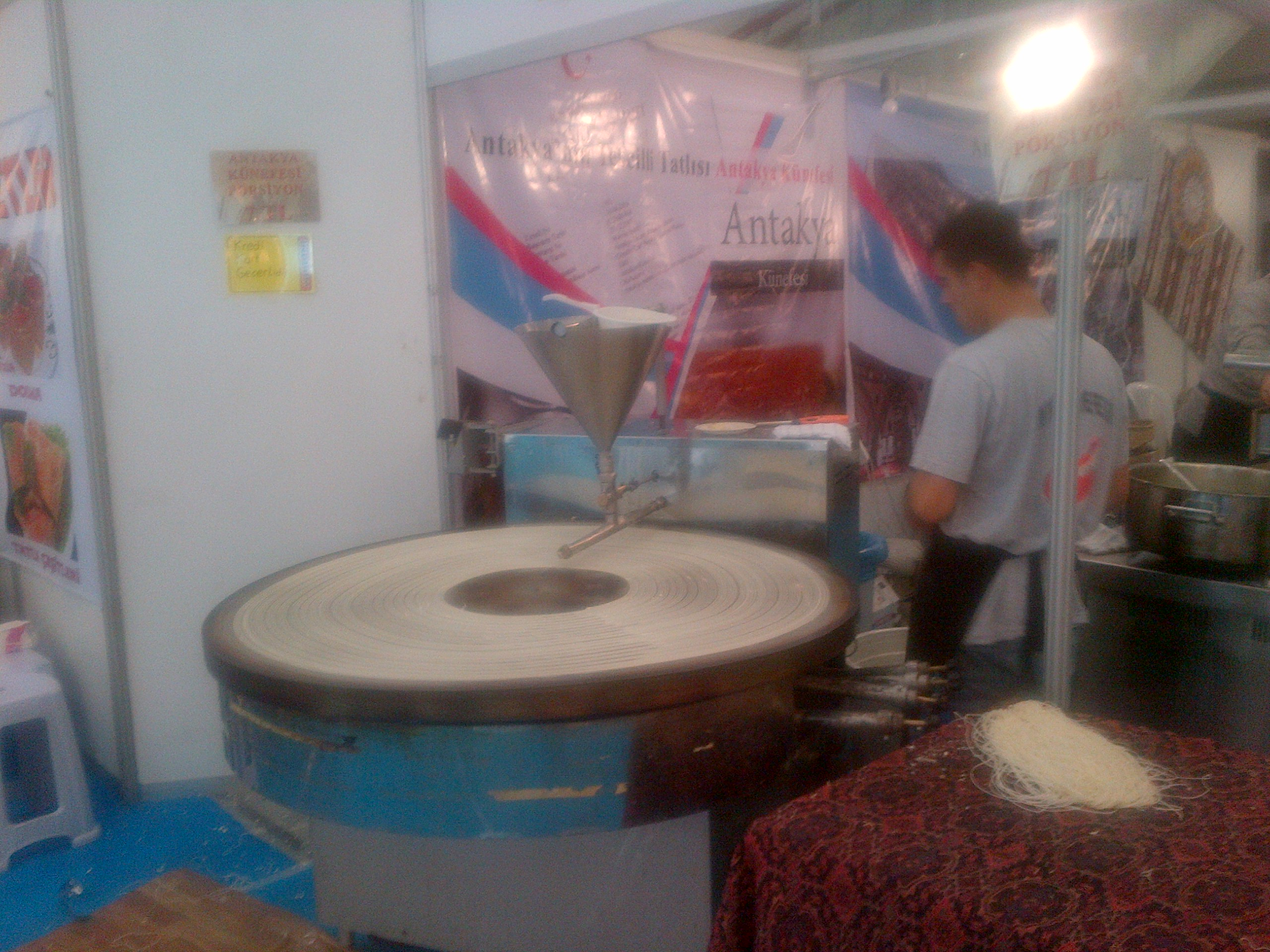
Elaboració del kadayıf (kadaif en turc) artesanalment per a l'elaboració posterior del künefe. La massa, gairebé líquida, cau, en gotes, sobre la planxa (es diu sac) calent que gira constantment; per la qual cosa es formen filets llargs de pasta semi cuits, en un minut, que es diuen tel kadayıf. "Tel" significa filferro en turc.

Segons el certificat de la indicació geogràfica, künefe es fa amb tel kadayıf fresc de farina de blat blanc, de primera qualitat. En l'elaboració del dolç es fa servir només formatge sense sal d'Antioquia, fet amb llet de vaca. La mantega que es fa servir també es fa amb llet de vaca. El xarop del dolç es fa amb un 60 % d'aigua i un 40 % de sucre. Per cada litre del xarop s'afegeixen 3 o 4 gotes de suc de llimona. Les postres es fan dins d'una safata gran de coure o sini, amb 750 g de formatge i 300 g de mantega per quilo de tel kadayıf. Seguint aquestes normes, Antakya Künefesi es pot elaborar i vendre en altres parts del país amb aquest nom.
El künefe gairebé sempre es serveix amb festucs partits (o molts) i un tros de kaymak damunt.

## Varietats
Hi ha postres similars en les gastronomies dels països de l'Orient Mitjà, amb noms com knafa, kanafe o kanafeh (vegeu Kadaif).